# Службова нарада
Службо́ва нара́да — це робота колективного розуму, спрямованого вмілим керівником у потрібне русло на плідний кінцевий результат.
Проблема, яка виноситься для обговорення на нараду, може мати будь-який характер: організаційний, виробничий, дисциплінарний, інформаційний тощо.
Оптимальна кількість учасників наради — 10—12 осіб. Більша кількість учасників просто не зможе взяти активної участі в обговоренні, а менша не дасть змоги виявити різні погляди на проблему. Ефективність наради певною мірою залежить від рівня підготовки як самої наради, так і окремого її учасника й, безумовно, керівника.

## Види нарад

### Інформаційна (директивна або інструктивна)
Нарада скликається для ознайомлення учасників із новими даними, фактами, постановами тощо та наступного їх обговорення. Доцільно ознайомити учасників із новою інформацією завчасно (у писемній формі), а час наради використати для обговорення та прийняття конкретних рішень.

### Оперативна абодиспетчерська(селекторна,телефонна,комп'ютерна)
Нарада передбачає охоплювати такі етапи управління: збір інформації, її опрацювання та прийняття рішення без скликання всіх учасників у певному місці. Для цього використовують як традиційні засоби зв'язку (телефон, селектор, радіо), так і новітні (комп'ютерну мережу). Час інформації з місць, послідовність викладу та його тематика повинні бути чітко регламентовані.

### Дискусійна(полемічна)
Нарада передбачає вільний виклад варіантів думок, гіпотез, версій, припущень тощо. Цей найдемократичніший вид нарад продукує найбільш ефективні та конструктивні рішення важливих проблем.

### Виробничі(службові)
Наради доцільніше планувати на другу половину дня — на кінець робочого дня або відразу після обідньої перерви. Засідання й наради громадських об'єднань, комісій та ін., як і будь-яка громадська робота, проводяться лише в позаробочий час.
Якщо графік та умови проведення планових нарад відомий учасникам заздалегідь, то позапланові, термінові наради обов'язково вимагають завчасного попередження про місце, тематику, дату, час початку й закінчення та склад учасників.
Мети наради буде досягнуто за умов сумлінної підготовки до неї всіх учасників та правильно організованого ходу засідання.